# 112
112（百十二、ひゃくじゅうに）は自然数、また整数において、111の次で113の前の数である。

## 性質
- 112 は合成数であり、約数は 1, 2, 4, 7, 8, 14, 16, 28, 56 と 112 である。
  - 約数の和は248。
    - 112を除く約数の和は136であり26番目の過剰数である。1つ前は108、次は114。
- 7番目の七角数である。1つ前は81、次は148。
- 1/112 = 0.0089285714… (下線部は循環節で長さは6)
  - 逆数が循環小数になる数で循環節が6になる21番目の数である。1つ前は105、次は117。
- 6つの連続する素数の和として表せる5番目の数である。1つ前は90、次は132。
112 = 11 + 13 + 17 + 19 + 23 + 29
- 38番目のハーシャッド数である。1つ前は111、次は114。
  - 4を基としたとき3番目のハーシャッド数である。1つ前は40、次は220 。
- 異なる平方数の和で表せない31個の数の中で30番目の数である。1つ前は108、次は128。
- 約数の和が112になる数は1個ある。(91) 約数の和1個で表せる28番目の数である。1つ前は110、次は121。
- 各位の和が4になる7番目の数である。1つ前は103、次は121。
- 各位の平方和が6になる最小の数である。次は121。(オンライン整数列大辞典の数列 A003132)
  - 各位の平方和が n になる最小の数である。1つ前の5は12、次の7は1112。(オンライン整数列大辞典の数列 A055016)
- 各位の立方和が10になる最小の数である。次は121。(オンライン整数列大辞典の数列 A055012)
  - 各位の立方和が n になる最小の数である。1つ前の9は12、次の11は1112。(オンライン整数列大辞典の数列 A165370)
- 各位の積が2になる4番目の数である。1つ前は21、次は121。(オンライン整数列大辞典の数列 A199986)
- ルジンの問題の最小解21個の正方形の1辺の長さは112である。
- 112 = 24 × (23 − 1)
  - n = 3 のときの 2n+1(2n − 1) の値とみたとき1つ前は24、次は480。(オンライン整数列大辞典の数列 A059153)
  - 112 = 7 × 24
    - n = 4 のときの 7 × 2n の値とみたとき1つ前は56、次は224。(オンライン整数列大辞典の数列 A005009)
    - p4 × q の形で表せる3番目の数である。1つ前は80、次は162。(オンライン整数列大辞典の数列 A178739)

  - 112 = 7 × 42
    - n = 4 のときの 7n2 の値とみたとき1つ前は63、次は175。(オンライン整数列大辞典の数列 A033582)
    - n = 2 のときの 7 × 4n の値とみたとき1つ前は28、次は448。(オンライン整数列大辞典の数列 A002042)
- 112 = 28 × 4
  - 完全数28の倍数である。1つ前は84、次は140。(オンライン整数列大辞典の数列 A135628)
- フィボナッチ数を昇順に並べた数とみたとき1つ前は11、次は1123。(オンライン整数列大辞典の数列 A019523)
- n = 112 のとき n と n − 1 を並べた数を作ると素数になる。n と n − 1 を並べた数が素数になる14番目の数である。1つ前は108、次は114。(オンライン整数列大辞典の数列 A054211)
- 112 = 6 × 7 × 8/3
  - n = 6 のときの n(n + 1)(n + 2)/3 の値とみたとき1つ前は70、次は168。(オンライン整数列大辞典の数列 A007290)
    - {\displaystyle 112=\sum _{k=1}^{6}k(k+1)}
- 112 = 112 − 9
  - n = 11 のときの n2 − 9 の値とみたとき1つ前は91、次は135。(オンライン整数列大辞典の数列 A028560)
- 112 = 162 − 144
  - n = 16 のときの n2 − 122 の値とみたとき1つ前は81、次は145。(オンライン整数列大辞典の数列 A132766)

## その他 112 に関連すること
- 西暦112年
- 原子番号112の元素はコペルニシウム (Cn) 。
- 寒河江ダム（山形県） - 寒河江ダムの高さ（提高）が「112m」 ダム建設のために移転した戸数が「112戸」ダムの横を通る国道、月山花笠ラインの号数が「112号」 寒河江ダムの功式の日時が「11月2日、11時20分」。
- 1月1日からの数えて112日目は4月22日、閏年は4月21日。
- 112（ワン・トゥエルブ） - アメリカ合衆国の男性4人組R&Bボーカルグループ。1996年にパフ・ダディのプロデュースでデビューし人気を確立した。⇒112 (band)（Wikipedia英語版）
- ヨーロッパの多くの国では112番が緊急通報用電話番号（警察・消防・救急共通）。また、112番が採用されていない国でも、海外ローミング中の携帯電話から112番にかけると、自動で現地警察の緊急用電話番号（110番など）に繋がることがある。au、SoftBankの携帯電話から日本で112番にかけても、「使われておりません」というアナウンスが流れるが、docomoの携帯電話で緊急電話として112を発信すると「警察は1を、救急・消防は2を、海上保安庁は3を」とアナウンスされる。
- 第112代ローマ教皇はボニファティウス6世（在位：896年4月11日〜4月26日）である。
- クルアーンにおける第112番目のスーラは純正である。